# Вільне (Лозуватська сільська громада)
Ві́льне — село в Україні, у Лозуватській сільській громаді Криворізького району Дніпропетровської області. Населення — 1 782 особи. До 2020 року — адміністративний центр Вільненської сільської ради.

## Географія
Село Вільне розташоване на березі Карачунівського водосховища, примикає до міста Кривий Ріг. Поруч пролягають автошляхи національного значення Н11, Н23 та залізниця, станція Карачуни.

## Історія
17 жовтня 2014 року в селі невідомими повалено пам'ятник Леніну.
12 червня 2020 року, відповідно до розпорядження Кабінету Міністрів України № 709-р від 12 червня 2020 року «Про визначення адміністративних центрів та затвердження територій територіальних громад Дніпропетровської області», Вільненська сільська рада об'єднана з Лозуватською сільською громадою.
13 червня 2023 року, внаслідок влучання російської ракети у склад бутильованої води у Кривому Розі загинули троє мешканців села Вільне. 14 та 15 червня 2023 року в громаді були оголошені Дні жалоби.

## Населення

### Мова
Розподіл населення за рідною мовою за даними перепису 2001 року:
| Мова            | Кількість | Відсоток |
| --------------- | --------- | -------- |
| українська      | 1495      | 83.90%   |
| російська       | 258       | 14.48%   |
| вірменська      | 13        | 0.73%    |
| білоруська      | 6         | 0.34%    |
| румунська       | 3         | 0.17%    |
| інші/не вказали | 7         | 0.38%    |
| Усього          | 1782      | 100%     |

## Економіка
- ВАТ «Турбінний завод „Констар“»
- «Реал», кінно-прогулянкова база

## Об'єкти соціальної сфери
- КЗ "Червоношахтарська гімназія" директор — Волошина Ю. М.
- ЗДО «Білочка» — Директор — Візнюк Олена Іванівна.
- Вільненський СБК — директор — Рихель Тетяна Олексіївна.

## Відомі особистості
- Радченко Віра Андріївна — Герой соціалістичної праці
- 15 серпня 2021 року в селі у власному домі було виявлено застреленим мера Кривого Рогу Костянтина Павлова[3]